# Буддизм и римский мир

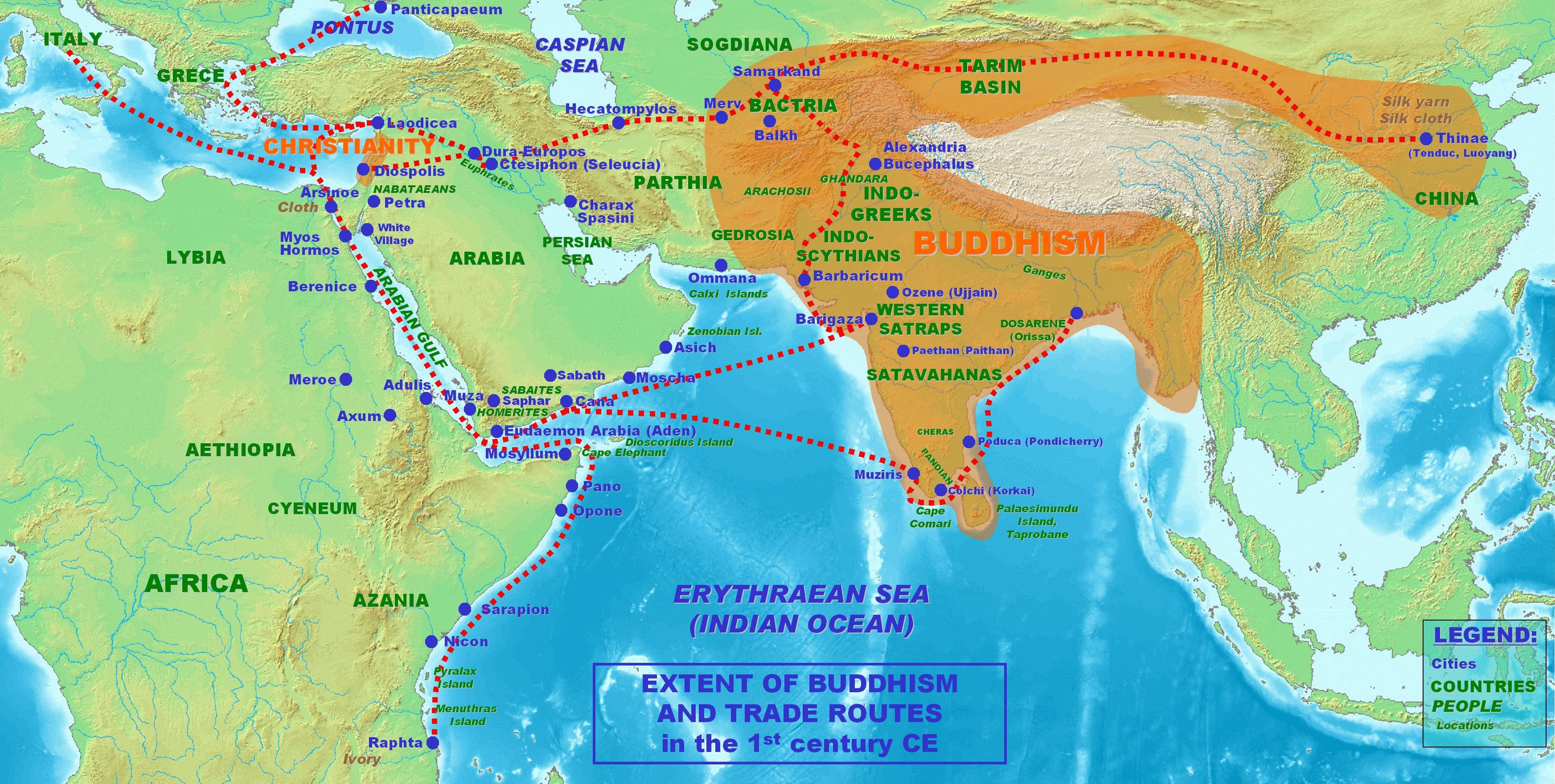
Степень распространения буддизма и торговых путей в I веке нашей эры.

Несколько примеров взаимодействия между буддизмом и римским миром задокументированы классическими и раннехристианскими писателями. Текстовые источники на тамильском языке, кроме того, предполагают присутствие буддизма среди некоторых римских граждан во 2 веке нашей эры.

## Посольство Пандиона

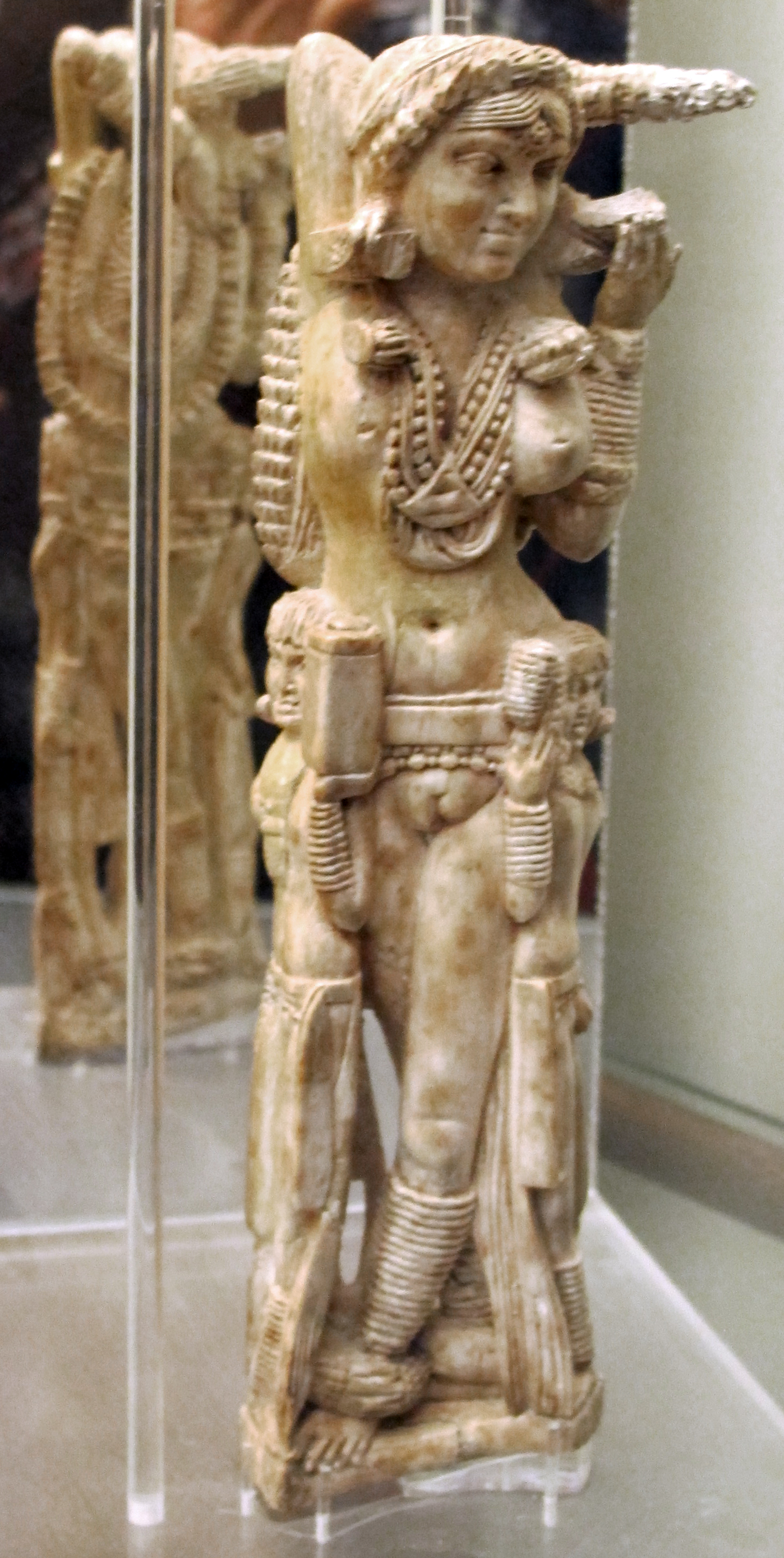
Статуэтка Помпеи Лакшми из слоновой кости, найденная в 1938 году в руинах Помпеи (разрушенная в 79 году н. Э.), Как полагают, возникла в Бхокардане, Империя Сатавахана. Это свидетельствует об интенсивности индо-римских торговых отношений в то время.

Римские исторические источники описывают посольство, отправленное индийским царем Порусом (Пандионом (?) Пандьей (?) Или Пандитом (?)) к Цезарю Августу где-то между 22 г. до н. э. и 13 г. н. э. Посольство следовало с дипломатическим письмом на коже на греческом языке. Одним из его членов был шрамана, который заживо сжег себя в Афинах, чтобы продемонстрировать свою веру. Это событие произвело фурор и было описано Николаем Дамасским, который встретился с посольством в Антиохии (около современной Антакьи в Турции) и рассказал о нём Страбону (XV, 1,73) и Дион Кассию (liv, 9). Для шрамана была сделана гробница, все ещё видимая во времена Плутарха, в которой было упоминание:
"ΖΑΡΜΑΝΟΧΗΓΑΣ ΙΝΔΟΣ ΑΠΟ ΒΑΡΓΟΣΗΣ"

("Зарманочегас из Бхаруч в Индии")
Страбон также заявляет, что Николай Дамасский, давая подробности надписи на его могиле, указал, что его имя было «Зарманочегас», и что он «увековечил себя согласно обычаям своей страны». Кассий Дион (Hist 54.9) и Плутарх цитируют ту же историю. Чарльз Элиот в своей книге «Индуизм и буддизм: исторический очерк» (1921) считает, что имя Зарманочегас «возможно, содержит два слова Шрамана и Ачарья». "Перевод надписи, упомянутый Страбоном, гласит: « Здесь лежит мастер шрамана, индиец, уроженец Баргосы, увековечивший себя согласно обычаям своей страны». Эти отчеты по крайней мере указывают на то, что Индийские религиозные люди (шраманы, к которым принадлежали буддисты, в отличие от индуистских брахманов) циркулировали в Леванте во времена Иисуса.

## Буддийская культура и дохристианская Греция
Ко времени Иисуса учение Будды уже распространилось по большей части Индии и проникло в Шри-Ланку, Среднюю Азию и Китай. Они обнаруживают определённое сходство с христианскими моральными установками более пяти веков спустя; святость жизни, сострадание к другим, отказ от насилия, исповедь и упор на милосердие и добродетель.
Уилл Дюрант, отмечая, что император Ашока послал миссионеров не только в другие места Индии и Шри-Ланки, но и в Сирию, Египет и Грецию, в 1930-х годах предположил, что они, возможно, помогли подготовить почву для христианского учения.

## Прозелитизм Маурьев
Ашока взошел на трон Индии около 270 г. до н. э. После своего обращения в буддизм он отправил миссионеров к четырём точкам компаса. Археологические находки указывают на то, что эти миссии были «благосклонно приняты» на западных землях.
Птолемей II Филадельф, один из монархов, которых Ашока упоминает в своих эдиктах, записан Плинием Старшим как отправивший посла по имени Дионисий ко двору Маурьев в Паталипутре: «Об Индии говорили несколько других греческих писателей, проживавших при дворе индийских царей, таких, например, как Мегасфен и Дионисий, которого послал сюда Филадельф, специально для этой цели: все они расширили могущество и обширные ресурсы этих народов».
Записи из Александрии, долгое время являвшейся перекрестком торговли и идей, указывают на то, что странствующие монахи с индийского субконтинента, возможно, повлияли на философские течения того времени. Римские отчеты столетия спустя говорят о монахах, путешествующих на Ближний Восток, и там упоминается посольства, отправленного индийским королем Пандионом или Порусом (возможно, Пандья) Цезарю Августу около 13 г. н. э. (см. раздел «Посольство Пандиона» выше).

## Экспансия буддийской культуры на запад
Тем временем учение Будды распространилось на северо-запад, на парфянскую территорию. Останки буддийской ступы были идентифицированы также далеко, как город Мерв на Великом шелковом пути. Советские археологические группы в Гяур-Кале, недалеко от Мерва, обнаружили буддийский монастырь с огромной буддхарупой. Известно, что парфянская знать, такая как Ань Шигао, приняла буддизм и была среди тех, кто ответственен за его дальнейшее распространение в ханьском Китае.

## Западное знание буддизма

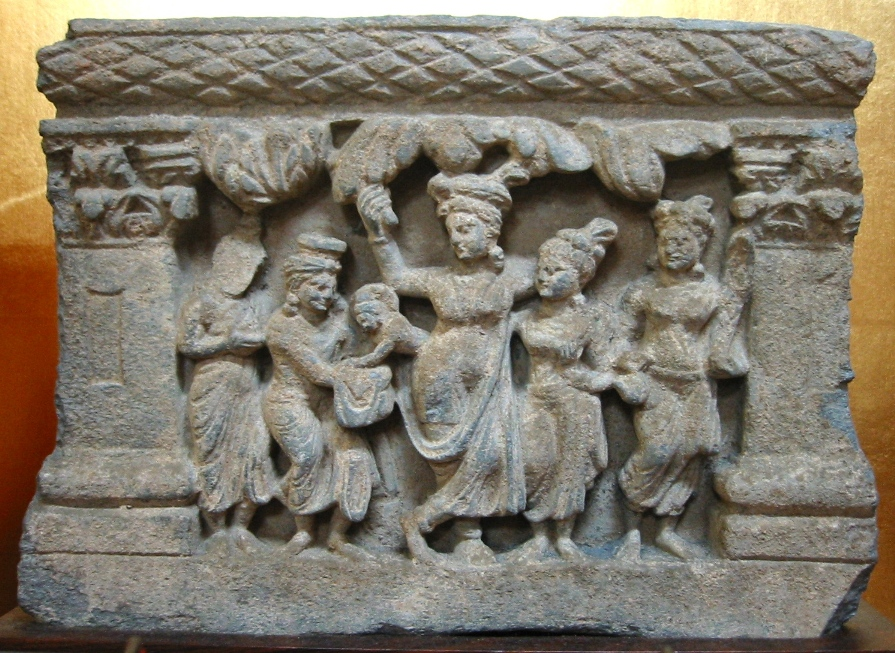
Рождение Сиддхартхи Гаутамы, Гандхара, 2-3 века нашей эры.

Некоторое знание буддизма существовало на Западе довольно рано. Во II веке нашей эры Климент Александрийский писал о Будде:
εἰσὶ δὲ τῶν Ἰνδῶν οἱ τοῖς Βούττα πειθόμενοι παραγγέλμασιν. ὃν δι’ ὑπερβολὴν σεμνότητος ὡς θεὸν τετιμήκασι. [Среди индийцев есть и философы, которые следуют наставлениям Бутты, которого они почитают как бога из-за его необычайной святости.]Климент Александрийский
Он также признал бактрийских буддистов (шраманов) и индийских гимнософистов за их влияние на греческую мысль.
"Thus philosophy, a thing of the highest utility, flourished in antiquity among the barbarians, shedding its light over the nations. And afterwards it came to Greece. First in its ranks were the prophets of the Egyptians; and the Chaldeans among the Assyrians; and the Druids among the Gauls; and the Sramanas among the Bactrians ("Σαρμαναίοι Βάκτρων"); and the philosophers of the Celts; and the Magi of the Persians, who foretold the Saviour's birth, and came into the land of Judaea guided by a star. The Indian gymnosophists are also in the number, and the other barbarian philosophers. And of these there are two classes, some of them called Sramanas ("Σαρμάναι"), and others Brahmins ("Βραχμάναι")."Климент Александрийский
История рождения Будды также была известна: фрагмент Архелаоса Каррха (278 г. н. э.) упоминает непорочное зачатие Будды, а Святой Иероним (4 век) упоминает рождение Будды, который, по его словам, «родился от девственницы». Королева Майя пришла родить Будду после того, как увидела пророческий сон, в котором она предвидела сошествие Бодхисаттвы (будущего Будды) с небес Тушита в её утробу. Эта история имеет некоторые параллели с историей о зачатии Иисуса в связи с посещением Святым Духом Девы Марии.
Последним воздействием на христианскую и греческую литературу стала христианизированная версия легенды о жизни Будды, найденная в буддийских текстах III века нашей эры и в эпосе Варлаам и Иосафаф. Последний традиционно приписывается святому Иоанну Дамаскину (750 г. н. э.), но кажется, что он заимствовал его из арабского Китаб Билаухар ва Юдасаф, который, в свою очередь, также был взят из Индии через манихеев.

## Буддизм и гностицизм
Христианские писатели начала III—IV веков, такие как Ипполит и Епифаний, пишут о Скифе, который посетил Индию около 50 г. н. э., откуда он принес «доктрину двух принципов». Согласно Кириллу Иерусалимскому, ученик Скифиана Теребинт представил себя «Буддой» («Он называл себя Буддами»). Теребинт отправился в Палестину и Иудею («стал известным и осужденным») и, в конце концов, поселился в Вавилоне, где передал свое учение Мани, тем самым заложив основу манихейства:
"Но Теребинф, его ученик в этом злом заблуждении, унаследовал свои деньги, книги и ересь, прибыл в Палестину и, став известным и осужденным в Иудее, решил перейти в Персию; но чтобы там его не узнали и по имени, он изменил его и назвал себя Будда."Кирилл Иерусалимский

## Буддизм и пирронизм
Из-за высокой степени сходства между Мадхьямакой и пирронизмом, особенно в сохранившихся работах Секста Эмпирика, Томас Макэвелли и Мэтью Нила, подозревают, что Нагарджуна находился под влиянием греческих пирронистских текстов, импортированных в Индию во время эпоху римской торговли с Индией.
Согласно легенде, Нагарджуна сказал, что на него повлияли книги, недоступные для других людей. К нему приблизились Наги (полубожественные змеи) в человеческом обличье. Они пригласили его в свое королевство, чтобы посмотреть некоторые тексты, которые, по их мнению, заинтересуют его. Нагарджуна изучил эти тексты и привез их в Индию. По словам Мэтью Нила, «Нагарджуна был искусным дипломатом, скрывавшим новые доктрины в приемлемо буддийском дискурсе … чтобы скрыть происхождение своих доктрин от зарубежных традиций мудрости».

## Заметки
1. Strabo on the immolation of the Sramana in Athens, Paragraph 73
2. Clement of Alexandria «The Stromata, or Miscellanies» Book I, Chapter XV
3. Clement of Alexandria «The Stromata, or Miscellanies» Book I, Chapter XV
4. Cyril of Jerusalem, Catechetical Lecture 6
5. Porphyry «On abstinence from animal food» Book IV, Paragraphs 17&18.

## Дальнейшее чтение
- Damien Keown. Dictionary of Buddhism. — Oxford University Press, 2003. — ISBN 0-19-860560-9.
- Boardman, John. The Diffusion of Classical Art in Antiquity. — Princeton University Press, 1994. — ISBN 0-691-03680-2.
- Linssen, Robert. Living Zen. — New York : Grove Press, 1958. — ISBN 0-8021-3136-0.
- Adamson, John. National Museum Arts asiatiques- Guimet :  [] / John Adamson, Musée Guimet (Paris). — Paris : Réunion des musées nationaux Nationaux, 2001. — ISBN 2-7118-3897-8.
- Foltz, Richard. Religions of the Silk Road. — New York : Palgrave Macmillan, 2010. — ISBN 978-0-230-62125-1.
- McEvilley, Thomas. The Shape of Ancient Thought. Comparative studies in Greek and Indian Philosophies. — New York : Allworth Press, 2002. — ISBN 1-58115-203-5.
- The Times Atlas of Archeology. — London : Times Books Limited, 1991. — ISBN 9780723003069.
- Eliot, Sir Charles. Japanese Buddhism. — 2005. — ISBN 0-7103-0967-8.
- Eliot, Sir Charles. Hinduism and Buddhism: An Historical Sketch. — November 2003. — ISBN 81-215-1093-7.
- The Crossroads of Asia: transformation in image and symbol in the art of ancient Afghanistan and Pakistan. — Cambridge : Ancient India and Iran Trust, 1992. — ISBN 0-9518399-1-8.